# قسم حومة الريفي (مقاطعة بروجن)
قسم حومة الريفي (بالفارسية: دهستان حومه) هي منطقة ريفية تقع في إيران في الناحية المركزية لمقاطعة بروجن. يقدر عدد سكانها بـ 2,144 نسمة .